# Autorité unitaire de Marlborough
L'Autorité unitaire de Marlborough, en anglais « Marlborough District Council », est une collectivité territoriale néo-zélandaise. Elle a autorité sur un territoire qui est administrativement à la fois une région et un district, ce qui en fait une autorité unitaire.

## Histoire
L'autorité unitaire de Marlborough résulte de la fusion, opérée en 1989, de trois collectivités préexistantes : le comté de Marlborough, l'arrondissement de Picton et celui de Blenheim. En 1992, s'y ajoutent les prérogatives régionales avec le démantèlement de la région Nelson-Marlborough et le transfert de compétence aux autorités unitaires de Marlborough et de Nelson (en).

## Prérogatives

### Missions
L'autorité unitaire de Marlborough cumule les prérogatives d'une région et d'un district. Ces prérogatives incluent la création et l'entretien des routes locales et des sentiers pédestres, le traitement et l'acheminement de l'eau potable et des eaux usées, la gestion des déchets, le recyclage et les décharges, les parcs et terrains de sport, les bibliothèques, l'enregistrement des chiens et la sécurité civile.

### Services
Depuis le 31 octobre 2019, la nouvelle structure est organisée en trois comités permanents, un comité conjoint avec le Conseil de district de Kaikōura (en), trois comités statutaires et onze sous-comités.

#### Biens et services

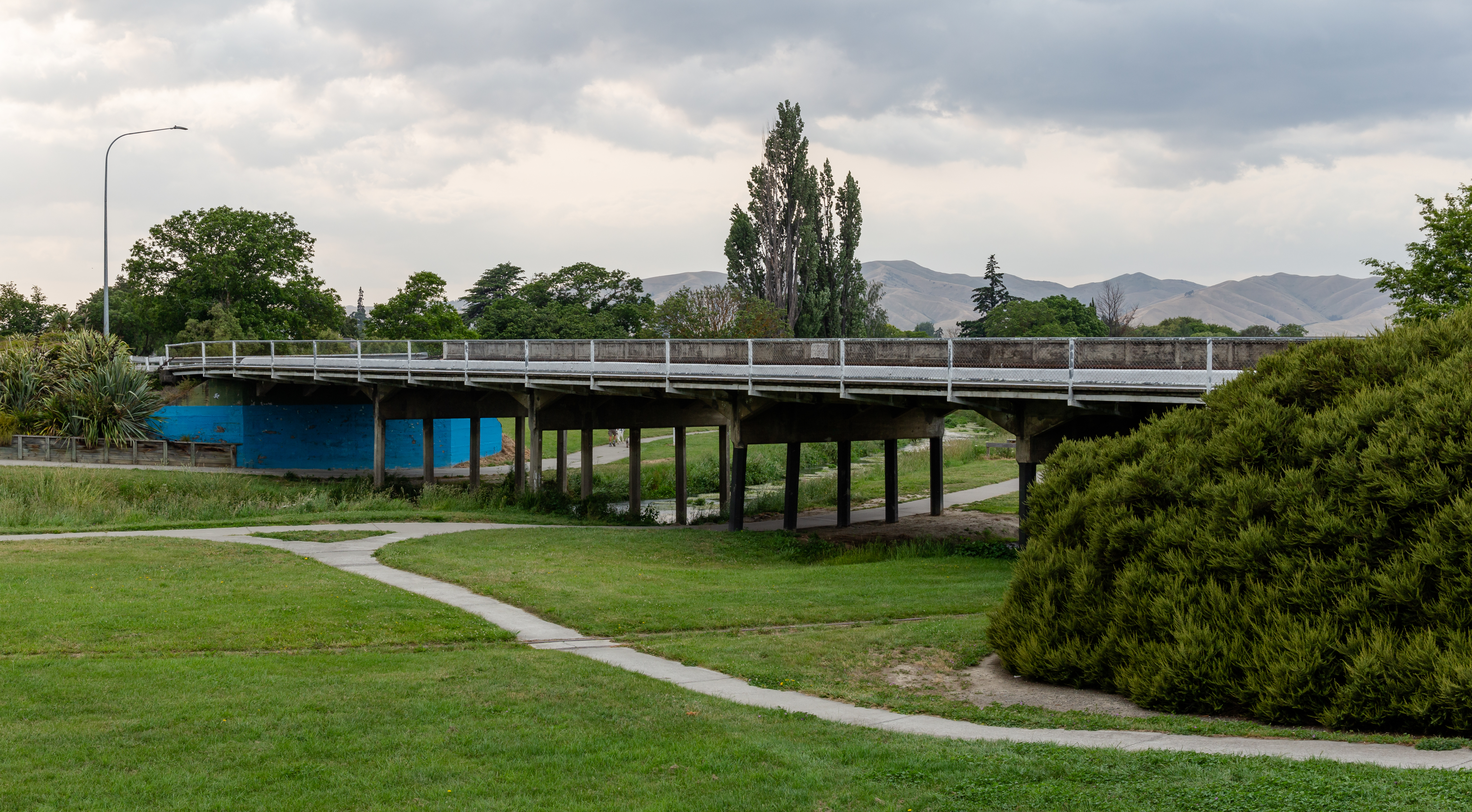
Le pont de High Street, à Blenheim.

Le comité des biens et services est responsable des infrastructures, ce qui comprend les routes, la sécurité routière, les politiques en faveur de la marche et du vélo. Il gère également les égouts, l'adduction d'eau potable, la eaux pluviales, les rivières et le drainage, les déchets et le recyclage, les réserves, les salles, les cimetières, les commodités publiques, la sécurité civile et les urgences.
Trois sous-comités dépendent de ce comité. Le premier est le groupe de gestion des urgences de la sécurité civile. La délégation pour agir au nom de ce groupe est donnée au comité des biens et services. Le second gère spécifiquement le stationnement. Le troisième est le comité régional des transports.

#### Foresterie régionale

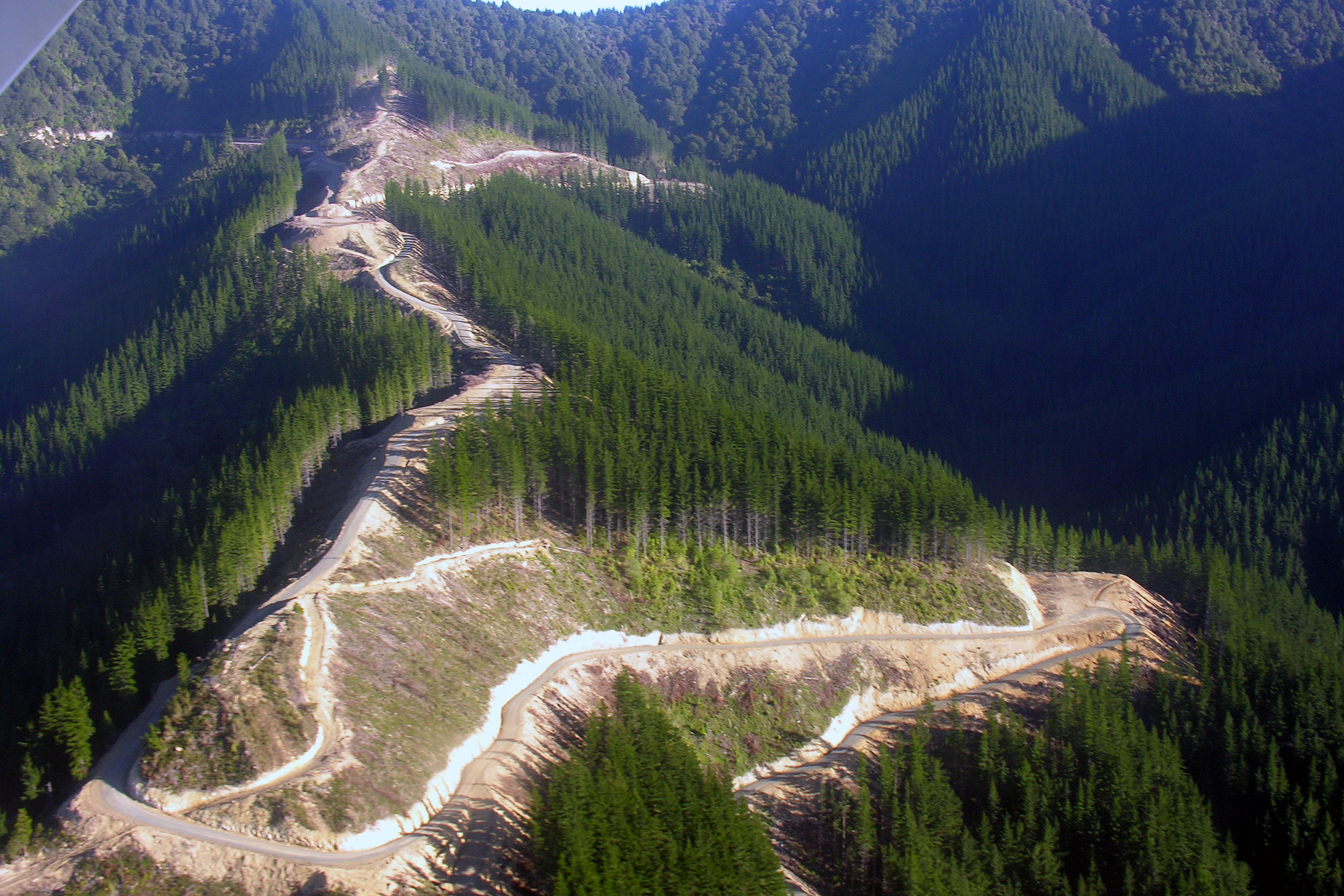
La gestion de la forêt entre Picton et Te Whanganui.

La forêt de Marlborough est propriété publique, appartenant pour 88,62 % à l'autorité unitaire pour 11,38 % au district voisin de Kaikōura (en), ce qui explique que ce comité soit un comité conjoint. L'objectif du comité est la gestion la plus rentable possible de la ressource en bois ; cette ressource est essentiellement composée de pin radiata. Toutefois, un plan de gestion forestière suivant des principes environnementaux a été réalisé en vue de certifier les forêts de Marlborough.

#### Comité de la planification, des finances et de la communauté

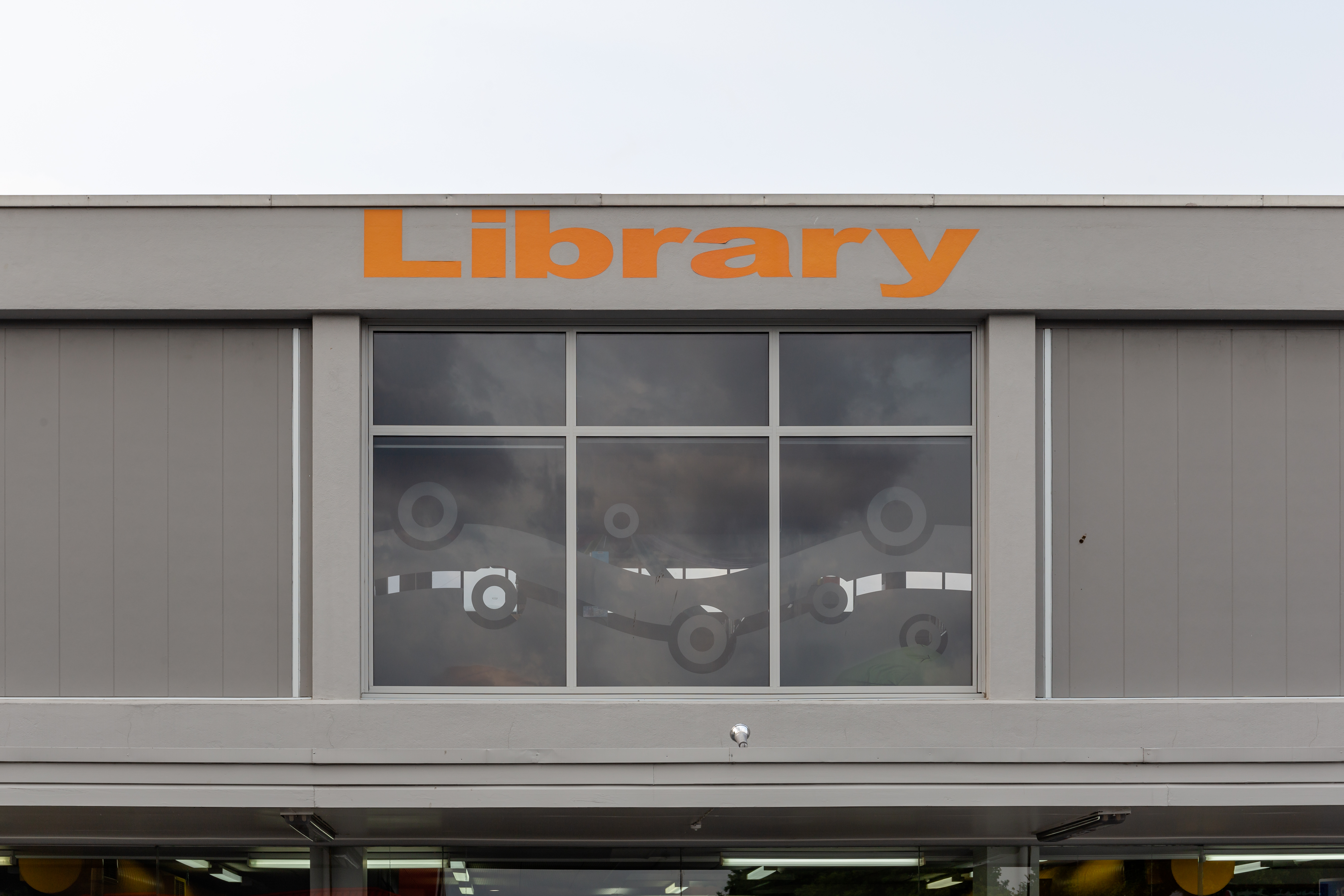
Bibliothèque publique de la ville de Blenheim.

Le comité de la planification, des finances et de la communauté développe les politiques environnementales de l'autorité unitaire et met en œuvre les stratégies de développement économique.
Il met notamment en œuvre les politiques de revitalisation du centre-ville de Blenheim et des régions rurales, les politiques touristiques, la planification territoriale des Marlborough Sounds. Il est également chargé de la gestion des risques. C'est également ce comité qui met en œuvre les politiques spécifiques à la jeunesse et aux personnes âgées, les politiques sociales de désintoxication vis-à-vis des addictions. Il est chargé de la politique culturelle, des bibliothèques, des jumelages. Enfin il s'occupe de l'administration générale et du processus démocratique. Onze sous-comités gèrent ces différents aspects.

#### Comité de révision du code de conduite
Ce comité gère la conformité avec le code de conduite et avec toute obligation statutaire.

#### Comité des licences du district
Ce comité examine et détermine les demandes de licences de vente d'alcool, en conformité avec la loi de 2012. Il est également compétent en matière de décisions relatives au jeu, conformément à la loi sur les jeux de hasard de 2003.

#### Comité sur l'environnement
Ce comité est responsable des études environnementales, du suivi des autorisations, des politiques d'application et de poursuite, de la biosécurité, du contrôle des animaux, du contrôle des bâtiments, du traitement des autorisations relatives aux ressources, des marchandises dangereuses, de la clôture des piscines, de la surveillance alimentaire et sanitaire et de la gestion des ports.

## Politique

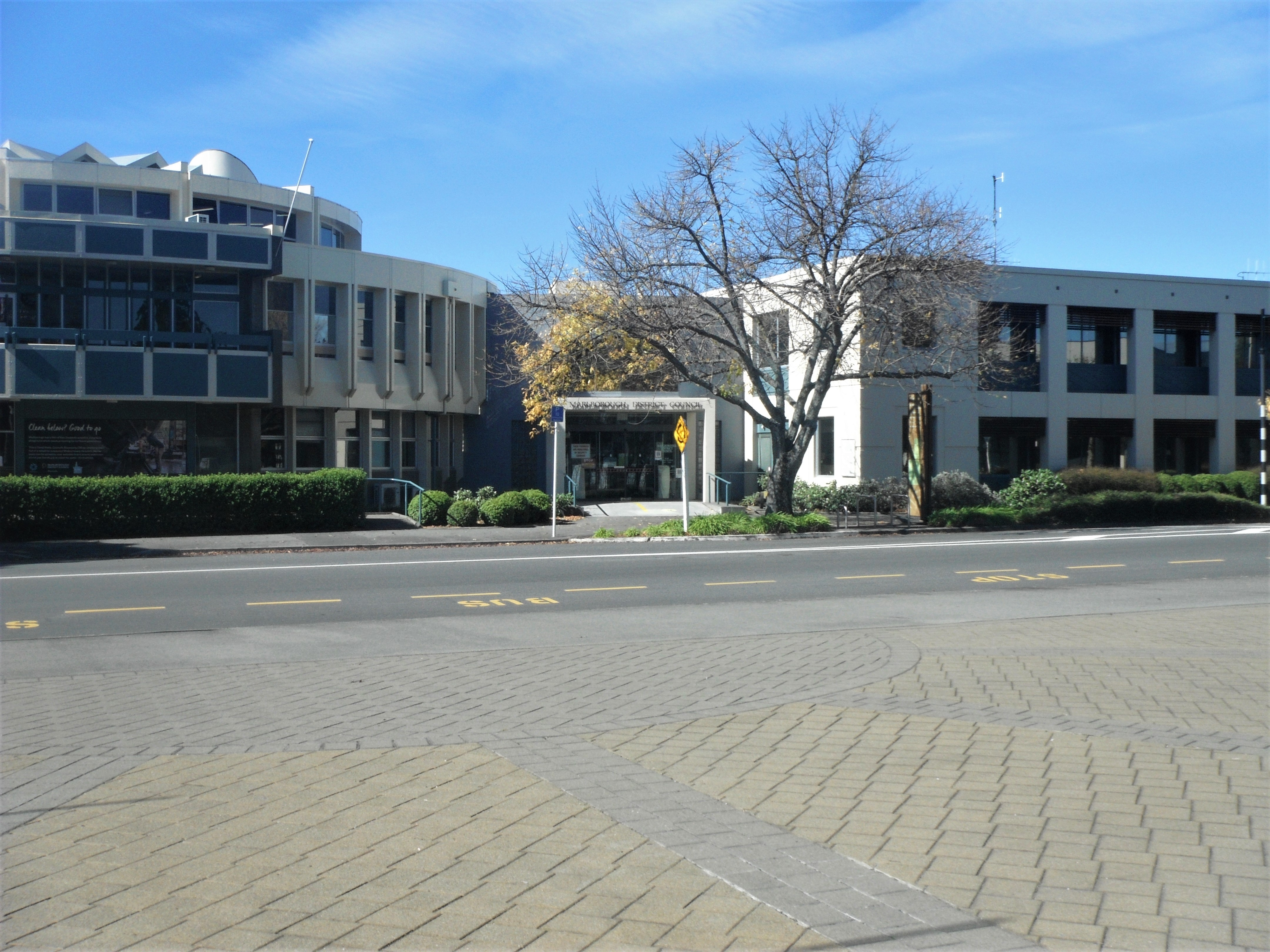
Le bâtiment de l'autorité unitaire de Marlborough.

### Élections
Le mode de scrutin dans les collectivités locales de Nouvelle-Zélande est le scrutin à vote unique transférable ou « Single transferable vote ».

### Élus
Les conseillers élus sont actuellement le maire John Leggett, l'adjointes Nadine Taylor, élue des Marlborough Sounds, et les conseillers Barbara Faulls, élue des Marlborough Sounds, Brian Dawson, élu de Blenheim, Cynthia Brooks, élue de Wairau-Awatere, David Croad, élu de Blenheim, David Oddie, élu des Marlborough Sounds, Francis Maher, élu de Wairau-Awatere, Gerald Hope, également élu de Wairau-Awatere, Jamie Arbuckle, Jenny Andrews, Michael Fitzpatrick, Mark Peters, Thelma Sowman, tous élus de Blenheim.